# Farmington (Nouveau-Mexique)
Pour les articles homonymes, voir Farmington.
Farmington (en navajo : Tótah) est une ville située dans le comté de San Juan, au nord-ouest de l'État du Nouveau-Mexique (États-Unis). 
Selon le recensement de 2020, elle compte 46 624 habitants. 
Farmington se trouve à la jonction de la rivière San Juan, de la rivière Animas et de la rivière La Plata, sur le Plateau du Colorado, dans la partie nord-ouest du Bassin de San Juan. 
Cette ville est notamment connue dans le monde ufologique pour l'observation durant trois jours du 16 au 18 mars 1950 des très nombreux OVNI, plusieurs centaines : l'Armada de Farmington. La presse locale Farmington Daily Times avait consacré ses unes à l’événement.  